# Alhambra (Spiel)
Alhambra bzw. Der Palast von Alhambra ist ein Brett-/Legespiel von Dirk Henn für zwei bis sechs Spieler, das 2003 von Queen Games veröffentlicht und im selben Jahr als Spiel des Jahres ausgezeichnet wurde.
In der ersten Auflage hieß das Spiel „Alhambra“. Ab der zweiten Auflage wurde es aufgrund der Namensgleichheit mit einem anderen, bereits 1997 in der Schweiz erschienenen Spiel als „Der Palast von Alhambra“ herausgegeben.
Das unter der redaktionellen Verantwortung von Bernd Dietrich entwickelte Spiel beruht auf dem 1998 bei Queen Games erschienenen Brett-/Kartenspiel Stimmt so, das wiederum eine überarbeitete Neuauflage des 1992 in Dirk Henns Eigenverlag herausgekommenen Al Capone war.

## Spielprinzip
Spielziel ist es, durch Auslage von quadratischen Spielkärtchen (Gebäuden) in seiner Alhambra möglichst viele Siegpunkte zu erreichen.
Die Gebäudekarten müssen vorher mit Spielgeldkarten in vier unterschiedlichen Währungen gekauft werden. In jedem Spielzug hat der Spieler die Wahl, Geld zu bekommen, zu kaufen und zu bauen oder die Alhambra umzubauen. Durch die Erweiterungen kommen weitere Möglichkeiten hinzu.
Der besondere Reiz des Spiels ergibt sich aus der Kombination unterschiedlicher Spielelemente:
- Beim Kaufen eines Gebäudes darf man bis zu fünf Spielzüge durchführen, wenn man passend zahlt.
- Die Gebäudekarten haben teilweise durchgezogene Kanten (Mauern). In der Alhambra dürfen Mauern nur an Mauern grenzen.
- Bei den Wertungen wird auch eine möglichst lange Außenmauer der Alhambra prämiert, was allerdings die Möglichkeiten zum weiteren Ausbau einschränkt.
- Der Zeitpunkt der ersten beiden von drei Wertungen ist nicht exakt vorhersehbar.

## Erweiterungen

### Die 1. Erweiterung – Die Gunst des Wesirs
Sie ergänzt das Ursprungsspiel um vier Regeln:
- Wesirstein: Erlauben am Ende eines Spielzuges Kaufen und Bauen, auch wenn man nicht an der Reihe ist
- Bauhütten: Angrenzende Gebäude der gleichen Farbe werden aufgewertet
- Wechselstuben: Es kann auch in zwei Währungen bezahlt werden
- Bonuskarten: Entsprechende Gebäudewerte werden verdoppelt

### Die 2. Erweiterung – Die Tore der Stadt
Auch sie gibt dem Spiel vier neue Ergänzungsmöglichkeiten:
- Tore der Stadt: Erlauben es dort zu bauen, wo vorher Stadtmauern im Weg waren.
- Feldlager: Werten alle folgenden Gebäudekärtchen, die an der markierten Seite des Teils liegen, um einen Punkt auf
- Diamanten: Ersetzen jede andere Währung beim Kaufen, können aber nicht quasi als Joker in Kombination eingesetzt werden.
- Charakterkarten: Können ersteigert werden und haben unterschiedliche Fähigkeiten

### Die 3. Erweiterung – Die Stunde der Diebe
Die dritte Erweiterung enthält wieder vier neue Erweiterungsmöglichkeiten:
- Diebe: Erlauben es dem Spieler, einen Geldschein außerhalb der Reihe zu nehmen (ähnlich wie die Wesirsteine der ersten Erweiterung)
- Mauern: Erlauben das separate Bauen von Mauern, um Lücken in der Stadtmauer zu schließen
- Wechselgeld: Das Wechselgeld bringt Münzen zurück, wenn man nicht passend bezahlt
- Fliegende Händler: Sie bringen Sonderpunkte, wenn man ihnen das richtige Gebäude baut

### Die 4. Erweiterung – Die Schatzkammer des Kalifen
Auch diese Erweiterung enthält vier Ergänzungsmöglichkeiten:
- Schatzkammer: Enthält Schätze, die zusätzliche Punkte bringen
- Baumeisterkarten: Erleichtern den Umbau der Alhambra oder stocken den Geldvorrat auf
- Angreifer: Greifen den Palast an und führen u. U. zum Abzug von Siegpunkten
- Bazare: Bringen in der letzten Wertung zusätzliche Siegpunkte

### Die 5. Erweiterung – Die Macht des Sultans
Auch diese Erweiterung enthält vier Ergänzungsmöglichkeiten:
- Die Künste der Mauren: belohnen den Kauf gleich teurer Gebäude mit zusätzlichen Siegpunkten.
- Die Karawanserei: verschafft das notwendige Kleingeld um passend zu zahlen.
- Die neuen Wertungskarten: wirbeln den festen Wert der Gebäudearten durcheinander.
- Die Macht des Sultans: erlaubt den gezielten Zugriff auf bestimmte Gebäude.

### Mini-Erweiterungen
- Die Magischen Gebäude werden nur auf den Internationalen Spieletagen abgegeben und führen sechs neue Gebäude ein, die als „magisch“ bezeichnet werden und jederzeit gedreht werden dürfen, um das Anlegen zu erleichtern.[1]
- Eine weitere Mini-Erweiterung nennt sich Medina oder auch Queenie 2: Medina. Diese Erweiterung war wohl auch für die Internationalen Spieltage vorgesehen, wird aber ebenfalls wie Die Magischen Gebäude auch von Queen Games verkauft. Hier gibt es 9 neue Gebäudeplättchen; die Medinas. Je nach Anzahl dieser in der eigenen Alhambra gibt es bei jeder Wertung, sofern man die wenigsten besitzt eine gewisse Anzahl Minuspunkte.[2]

### Die 6. Erweiterung – Die Falkner
Auch diese Erweiterung enthält vier Ergänzungsmöglichkeiten:
- Die Falkner: Können zwischen vier gleichfarbigen Gebäuden gebaut werden.
- Der Bauplatz: Gebäude für die Hälfte des Kaufpreises reservieren lassen.
- Der Wechselschein: Wechselgeld für spätere Käufe benutzen.
- Die Portale: Erweitern die Stadtmauern

## Eigenständige Spiele der Alhambra-Reihe

### Alhambra – Das Würfelspiel
Alhambra – Das Würfelspiel ist die Würfelspielvariante von Alhambra und erschien im Oktober 2006 bei Queen. Es wurde ebenfalls von Dirk Henn entwickelt und ist für zwei bis sechs Spieler ausgelegt.
Das Würfelspiel kann wahlweise als eigenständiges Spiel oder als Variation ("Alcazaba-Variante") mit dem Grundspiel gespielt werden. Gebäude werden hier nicht gekauft, sondern mit einem Pasch erspielt. Allerdings tragen die Würfel keine Zahlen, sondern Gebäudesymbole. Am Ende jeder Runde wird ausgewertet, wer die besten Würfelergebnisse erzielen konnte.
In der Grundvariante werden nur die erspielten Gebäude gezählt. In der Kombination mit dem Grundspiel baut jeder Spieler seine eigene Alhambra nach den Bau- und Bewertungsregeln des Grundspieles. Die Kombination des Würfelspiels mit den Erweiterungen ist nicht sinnvoll möglich.

### Die Gärten der Alhambra
Die Gärten der Alhambra ist ein taktisches Legespiel von Dirk Henn für zwei bis vier Spieler. Es erschien im Herbst 2004 bei Queen. Es handelt sich um eine thematisch veränderte Neuauflage des – 1992 im Eigenverlag bzw. 1998 bei Queen erschienenen – abstrakten Denkspiels Carat. Die grafische Gestaltung der Gärten und das Thema lehnen sich an den Bestseller Alhambra an.
Die Gebäude werden zu Beginn des Spiels auf dem Plan ausgelegt. Nach und nach werden dann die Gartenplättchen von den Spielern gezogen und an die Gebäude angelegt. Sobald alle vier Seiten eines Gebäudes von Gartenplättchen umgeben sind, wird gewertet. Ziel ist es, die Mehrheit der Pflanzen in eigener Farbe zu haben. Wem dies gelingt, erhält die entsprechenden Punkte. Gewinner ist, wer die meisten Gebäude mit eigenen Pflanzen umgeben konnte.
Die Gärten der Alhambra wurde 2005 in die Empfehlungsliste des Spiel des Jahres aufgenommen.

### Granada
Granada ist ein Legespiel von Dirk Henn für zwei bis sechs Spieler. Es erschien im Oktober 2009 bei Queen. Thematisch ist es im Granada des Mittelalters nach dem Bau der Alhambra angesiedelt. In einer Variante kann es auch als Erweiterung zusammen mit dem Alhambra Grundspiel verwendet werden.

### New York
New York ist ein Legespiel von Dirk Henn für zwei bis sechs Spieler. Es wurde 2010 von Queen angekündigt.

### Alhambra – Das Kartenspiel
Alhambra – Das Kartenspiel ist die Kartenspielvariante von Alhambra. Es wurde ebenfalls von Dirk Henn entwickelt und ist für zwei bis sechs Spieler ausgelegt. Es wurde 2010 von Queen zusammen mit den Ländereditionen Alhambra – Das Kartenspiel: Belgien und Alhambra – Das Kartenspiel: Niederlande angekündigt - beide jeweils in den Landessprachen Französisch (Belgique - Le jeu de cartes) bzw. Holländisch (Nederland - Het kartspel) erschienen. Bei Händlern findet man überdies Hinweise auf die Städteeditionen Aachen und New York (letzteres veröffentlicht in Englischer Sprache als New York - The card game) sowie Bonn (veröffentlicht als Bonn - Von der Römerzeit bis Heute)

### Alhambra – The Red Palace
Alhambra – The Red Palace ist ein 2023 erschienenes Legespiel von Dirk Henn für zwei bis sechs Spieler. Es handelt sich hierbei um eine eigenständige Variante des Alhambra-Spielprinzips. Die zu legenden Plättchen haben nun alle ein Loch in der Mitte und werden mit Holzsteinen, welche die jeweiligen Gebäudetypen darstellen, ergänzt. Die Holzsteine können auch als Aufwertung des Alhambra Basisspiels verwendet werden. Außerdem sind für The Red Palace bereits 3 Erweiterungsmodule mit enthalten, welche aus den Alhambra Erweiterungen bereits bekannt sind, und für diese Version leicht angepasst wurden: Medina, Basare und Feldlager.

## Alhambra-Sondereditionen

### Der Palast von Alhambra – Sonderedition Troisdorf
Eine 2008 bei Queen erschienene Version des Grundspiels mit Bauwerken aus Troisdorf. Queen Games hat seinen Sitz in Troisdorf. Jede Box war mit einer limitierten Ausgabenummer versehen. Außerdem war in der Box ein Limited-Edition Zertifikat mit enthalten.

### Der Palast von Alhambra – Sonderedition Münster
Eine 2008 bei Queen erschienene Version des Grundspiels mit Bauwerken aus Münster.

### Der Palast von Alhambra – Goldedition
Der Palast von Alhambra – Goldedition ist eine Jubiläumsausgabe von Alhambra mit einem großen Spielplan und Holzfiguren, die als Startbrunnen fungieren. Sie erschien 2008 bei Queen. Die Goldedition ist mit allen fünf erschienenen Erweiterungen kombinierbar.

### Alhambra-Family Box
Es handelt sich um eine im Januar 2011 erschienene Fassung in der das Grundspiel, die 1. Erweiterung und Granada enthalten ist.

### Alhambra-Big Box
In der Big Box-Edition (April 2012) sind sowohl das Grundspiel, als auch die Erweiterungen 1 bis 5 enthalten. Das gesamte Basisspielmaterial und auch das Material für die insgesamt 20 Erweiterungsmodule findet in der Box seinen eigenen Platz und ist nach Erweiterungen geordnet.

### Alhambra-Big Box Special Edition
In dieser Big Box-Edition (2014) sind die eigenständigen Spiele Die Gärten der Alhambra, Granada, Alhambra - Das Kartenspiel als auch Alhambra - Das Würfelspiel enthalten. Zusätzlich sind auch die Startbrunnen-Holzfiguren aus der Goldedtion mit in der Box enthalten. Das gesamte Spielmaterial findet in der Box seinen eigenen Platz und ist nach den jeweiligen Spielen geordnet.

### Alhambra-Limited Designer's Edition
In dieser 2019 erschienenen limitierten Edition – welche ursprünglich nur für Unterstützer der Alhambra Kickstarter Kampagne erhältlich war – sind insgesamt 17 neue Erweiterungsmodule enthalten. 14 davon wurden von bekannten Spieleautoren beigesteuert, 3 sind Fan-Erweiterungen. Das Spielmaterial wurde außerdem grafisch überarbeitet. Gegenüber der ebenfalls erschienen Alhambra-Mega Box Limited Designer's Edition (siehe unten) haben die Plättchen das Standardformat und sind somit mit allen bisher erschienenen Ausgaben kompatibel.
Dirk Henn:
- Neues Bauland
- Die Großprojekte

Emanuele Ornella:
- Die Bediensteten
- Die Obstgärten

Klaus-Jürgen Wrede:
- Die Wanderhandwerker
- Die Badehäuser
- Der Wunschbrunnen

Marcel Süßelbeck & Marco Ruskowski:
- Frische Farben
- Der Palastplaner

Michael Rieneck:
- Der Schlüssel zum Tor

Michael Schacht:
- Die Menagerie

Mike Elliott:
- Die Gebäude der Macht

Rüdiger Dorn:
- Die Ausbauten

Stefan Feld:
- Die Arbeiter

Fan-Erweiterungsmodule:
- Der persönliche Marktplatz
- Die Schätze
- Die Wünsche des Kalifen

### Alhambra-Mega Box Limited Designer's Edition
Diese 2019 erschienene limitierte Megabox wurde im Zuge einer Kickstarter Kampagne veröffentlicht. Enthalten sind das Grundspiel, alle 6 Erweiterungen, die beiden Mini-Erweiterungen als auch sämtliche Erweiterungsmodule aus der Limited Designer's Edition. Grafisch wurde das Spielmaterial gegenüber den früheren Versionen aufgefrischt. Außerdem sind die Plättchen größer als in anderen Versionen und somit nicht mit diesen kompatibel (z. B. mit dem Material aus dem Spiel Granada). Das gesamte Basisspielmaterial als auch das Material für die insgesamt 43 Erweiterungsmodule findet in der Box seinen eigenen Platz und ist nach Erweiterungen geordnet. Um das zusätzliche Material zu verwenden, wurde ein zweiter, kleinerer Kartenturm hinzugefügt. Während der Kickstarter Kampagne gab es außerdem für Unterstützer als Bonus-Extra einen streng limitierten Kartenturm aus Acryl-Plastik. In der Box selbst sind die normalen Karton-Türme mit enthalten.

### Alhambra-Big Box 2nd Edition
In der aktuellen Big Box-Edition (2021) sind das Grundspiel, alle 6 Erweiterungen sowie die beiden Mini-Erweiterungen mit enthalten. Grafisch wurde das Spielmaterial der Limited Designer's Edition angepasst. Das gesamte Basisspielmaterial als auch das Material für die insgesamt 26 Erweiterungsmodule findet in der Box seinen eigenen Platz und ist nach Erweiterungen geordnet.

### Alhambra – The Red Palace Limited Edition
Alhambra – The Red Palace Limited Edition ist die Kickstarter Version zu Alhambra – The Red Palace. Wie bei der Alhambra-Mega Box Limited Designer's Edition sind die Plättchen größer als bei der Standardversion.